# Möbiustransformation
Eine Möbiustransformation, manchmal auch Möbiusabbildung oder (gebrochen) lineare Funktion genannt, bezeichnet in der Mathematik eine konforme Abbildung der Riemannschen Zahlenkugel auf sich selbst. Sie ist benannt nach August Ferdinand Möbius.
Diskrete Gruppen von Möbiustransformationen werden als Kleinsche Gruppen bezeichnet.
Die allgemeine Formel der Möbiustransformation ist gegeben durch
{\displaystyle \phi \colon z\mapsto {\frac {az+b}{cz+d}}},
wobei {\displaystyle a,b,c,d} komplexe Zahlen sind, die
{\displaystyle ad-bc\neq 0} erfüllen.
Möbiustransformationen sind konform (winkelerhaltend) und kreistreu (bilden Geraden und Kreise auf Geraden und Kreise ab).
Jede Möbiustransformation lässt sich zu einer eindeutigen Isometrie des dreidimensionalen hyperbolischen Raumes fortsetzen.

## Abbildung
Durch die Erweiterung {\displaystyle \mathbb {C} \cup \{\infty \}} der komplexen Ebene durch einen Punkt im Unendlichen ist die Abbildung unter der riemannschen Zahlenkugel auch für den Wert {\displaystyle z=-{\tfrac {d}{c}}} definiert, der auf {\displaystyle \infty } abgebildet wird. {\displaystyle \infty } wiederum wird für {\displaystyle c\neq 0} auf {\displaystyle {\tfrac {a}{c}}} abgebildet, ansonsten auf sich selbst.
Die Umkehrabbildung ist gegeben durch
{\displaystyle \phi ^{-1}\colon z\mapsto {\frac {dz-b}{-cz+a}}}.
Da mit {\displaystyle da-(-c)(-b)=ad-bc\neq 0} gilt, ist {\displaystyle \phi ^{-1}} wiederum eine Möbiustransformation.
Anwendung findet die Abbildung beispielsweise im Rahmen von Signalverarbeitungen bei der bilinearen Transformation, welche einen Bezug in der Systembeschreibung herstellt zwischen analogen, kontinuierlichen Systemen und digitalen, diskreten Systemen.

## Elementartypen
Eine Möbiustransformation kann durch eine geeignete Komposition aus Transformationen der folgenden drei Elementartypen gewonnen werden:
Verschiebung (Translation)
Die Verschiebung um den Vektor {\displaystyle b} wird durch die Abbildung {\displaystyle V_{b}\colon z\mapsto z+b} beschrieben.
Drehstreckung
Mit der komplexen Zahl {\displaystyle a=\left|a\right|e^{\mathrm {i} \,\alpha }} (mit {\displaystyle \alpha \in \mathbb {R} }) beschreibt die Abbildung {\displaystyle D_{a}\colon z\mapsto a\cdot z} eine Streckung um den Faktor {\displaystyle \left|a\right|} kombiniert mit einer Drehung um den Winkel {\displaystyle \alpha }.
Stürzung (Inversion)
Die Inversion wird durch die Abbildung {\displaystyle I\colon z\mapsto {\tfrac {1}{z}}} beschrieben. Für ein Gitter lässt sich die Inversion wie folgt veranschaulichen:
Die reelle Achse {\displaystyle \mathrm {Im} (z)=0} (einschließlich des Punktes Unendlich) sowie die imaginäre Achse {\displaystyle \mathrm {Re} (z)=0} (ebenso) werden dabei auf sich selbst abgebildet. Die anderen senkrechten und waagerechten Geraden werden in Kreise überführt, wobei die Geraden mit zunehmendem Abstand vom Koordinatenursprung in immer kleinere Kreise transformiert werden.
Da alle Geraden durch den „unendlich fernen Punkt“ verlaufen, gehen alle diese Kreise durch den Koordinatenursprung. Umgekehrt werden alle Kreise, die den Ursprung enthalten, auf eine Gerade transformiert – alle anderen Kreise werden wieder auf Kreise transformiert.

### Komposition durch Elementartypen
Eine Möbiustransformation {\displaystyle \phi \colon z\mapsto {\tfrac {az+b}{cz+d}}} mit {\displaystyle c\neq 0} lässt sich nun mittels der Darstellung
{\displaystyle {\frac {az+b}{cz+d}}={\frac {a}{c}}+{\frac {\mu }{cz+d}}} mit {\displaystyle \mu ={\frac {bc-ad}{c}}}
wie folgt aufbauen:
{\displaystyle z\quad {\stackrel {{}^{D_{c}}}{\mapsto }}\quad cz\quad {\stackrel {{}^{V_{d}}}{\mapsto }}\quad cz+d\quad {\stackrel {{}^{I}}{\mapsto }}\quad {\frac {1}{cz+d}}\quad {\stackrel {{}^{D_{\mu }}}{\mapsto }}\quad {\frac {\mu }{cz+d}}\quad {\stackrel {{}^{V_{a/c}}}{\mapsto }}\quad {\frac {a}{c}}\,+\,{\frac {\mu }{cz+d}}\;=\;\phi (z)}

## Die Gruppe der Möbiustransformationen
Die Menge aller Möbiustransformationen bildet eine Gruppe: Die Hintereinanderausführung zweier Möbiustransformationen ist nämlich wieder eine Möbiustransformation, ebenso ist die inverse Abbildung einer Möbiustransformationen eine solche. Diese Gruppe ist eine Lie-Gruppe und isomorph zur {\displaystyle \mathrm {PSL} (2,\mathbb {C} )=\mathrm {PGL} (2,\mathbb {C} )}: Jede komplexe 2×2-Matrix mit Determinante ungleich 0 ergibt eine Möbiustransformation, und zwei solche Matrizen stellen genau dann die gleiche Transformation dar, wenn sie komplexe Vielfache voneinander sind. Da {\displaystyle \mathrm {GL} (2,\mathbb {C} )} komplex vierdimensional ist und eine Dimension herausgeteilt wird, besitzt die Gruppe der Möbiustransformationen die Dimension 3 über {\displaystyle \mathbb {C} }.
- siehe auch Kleinsche Gruppe.

## Bestimmung einer Transformation durch drei Punkte
Zu drei gegebenen Punkten {\displaystyle z_{1},z_{2},z_{3}} auf der Riemannschen Zahlenkugel und deren Bildpunkten {\displaystyle w_{1},w_{2},w_{3}} lässt sich eine Möbiusabbildung {\displaystyle \phi (z)} mit {\displaystyle \phi (z_{i})=w_{i}} für {\displaystyle i\in \{1,2,3\}} finden.
Eine einfache Möglichkeit ist es, zuerst {\displaystyle z_{1},z_{2},z_{3}} auf {\displaystyle 0,1,\infty } abzubilden durch
{\displaystyle \phi _{z}(z)={\frac {(z-z_{1})(z_{2}-z_{3})}{(z-z_{3})(z_{2}-z_{1})}}}
bzw. die daraus resultierenden Matrix
{\displaystyle {\mathfrak {H}}_{z}={\begin{pmatrix}z_{2}-z_{3}&-z_{1}(z_{2}-z_{3})\\z_{2}-z_{1}&-z_{3}(z_{2}-z_{1})\end{pmatrix}}}
und {\displaystyle w_{1},w_{2},w_{3}} auf {\displaystyle 0,1,\infty } durch {\displaystyle \phi _{w}} bzw. {\displaystyle {\mathfrak {H}}_{w}}. Es ergibt sich für {\displaystyle {\mathfrak {H}}} als zugehörige Matrix zu {\displaystyle \phi =\phi _{w}^{-1}\circ \phi _{z}}:
{\displaystyle {\mathfrak {H}}={\mathfrak {H}}_{w}^{-1}{\mathfrak {H}}_{z}.}
Das ergibt dann
{\displaystyle \phi (z)={\frac {{\begin{vmatrix}1&w_{1}&w_{1}z_{1}\\1&w_{2}&w_{2}z_{2}\\1&w_{3}&w_{3}z_{3}\end{vmatrix}}z+{\begin{vmatrix}w_{1}&z_{1}&w_{1}z_{1}\\w_{2}&z_{2}&w_{2}z_{2}\\w_{3}&z_{3}&w_{3}z_{3}\end{vmatrix}}}{{\begin{vmatrix}1&w_{1}&z_{1}\\1&w_{2}&z_{2}\\1&w_{3}&z_{3}\end{vmatrix}}z+{\begin{vmatrix}1&z_{1}&w_{1}z_{1}\\1&z_{2}&w_{2}z_{2}\\1&z_{3}&w_{3}z_{3}\end{vmatrix}}}}}.
Sonderfall: Hat eines der {\displaystyle z_{i}} und/oder eines der {\displaystyle w_{i}} den Wert {\displaystyle \infty }, dann muss dieser symbolisch als Faktor aus den Determinanten im Zähler und im Nenner zunächst ausgeklammert und dann gekürzt werden, ehe die eigentliche Rechnung beginnt. Beispielsweise verändert sich die Formel für {\displaystyle z_{3}=\infty } zu
{\displaystyle \phi (z)={\frac {{\begin{vmatrix}1&w_{1}&w_{1}z_{1}\\1&w_{2}&w_{2}z_{2}\\0&0&w_{3}\end{vmatrix}}z+{\begin{vmatrix}w_{1}&z_{1}&w_{1}z_{1}\\w_{2}&z_{2}&w_{2}z_{2}\\0&1&w_{3}\end{vmatrix}}}{{\begin{vmatrix}1&w_{1}&z_{1}\\1&w_{2}&z_{2}\\0&0&1\end{vmatrix}}z+{\begin{vmatrix}1&z_{1}&w_{1}z_{1}\\1&z_{2}&w_{2}z_{2}\\0&1&w_{3}\end{vmatrix}}}}}.

## Möbiustransformation als Automorphismus der riemannschen Zahlenkugel
Diese Art von Transformationen ist wichtig in der Funktionentheorie, da jede bijektive konforme Abbildung der komplexen Ebene (mit Unendlich) auf sich selbst eine Möbiustransformation ist. Äquivalent dazu ist die Aussage, dass jede bijektive konforme Selbstabbildung
der riemannschen Zahlenkugel eine Möbiustransformation ist.
Aus diesem Grund ist die Gruppe der Möbiustransformationen auch genau die Isometriegruppe des dreidimensionalen hyperbolischen Raums {\displaystyle \mathbb {H} ^{3}}: Dieser besitzt als Rand im Unendlichen die riemannsche Zahlenkugel. Eine Isometrie des hyperbolischen Raumes entspricht eindeutig einer konformen bijektiven Selbstabbildung des Randes im Unendlichen und umgekehrt.
Die Beziehung zwischen Rand im Unendlichen und hyperbolischem Raum sieht man am einfachsten im oberen Halbraummodell {\displaystyle \mathbb {C} \times [0,\infty )}.
Entsprechend erhält man die Isometrien der hyperbolischen Ebene {\displaystyle \mathbb {H} ^{2}} als konforme Abbildungen der kompaktifizierten reellen Geraden {\displaystyle \mathbb {P} ^{1}(\mathbb {R} )=\mathbb {R} \cup \{\infty \}}. Dies sind die reellen Möbiustransformationen, die wie oben nur mit {\displaystyle a,b,c,d\in \mathbb {R} } definiert sind. In anderen Worten: Es handelt sich um diejenigen Möbiustransformationen, welche die reelle Gerade – und damit auch den oberen Halbraum der komplexen Zahlenebene – auf sich abbilden.

## Kleinsche und Fuchssche Gruppen
Diskrete Untergruppen von {\displaystyle \mathrm {PSL} (2,\mathbb {C} )=\mathrm {PGL} (2,\mathbb {C} )} bezeichnet man als Kleinsche Gruppen, diskrete Untergruppen von {\displaystyle \mathrm {PSL} (2,\mathbb {R} )} als Fuchssche Gruppen.
Die Limesmenge einer Kleinschen Gruppe Γ ist eine Teilmenge der riemannschen Zahlenkugel, definiert als der Durchschnitt des Randes im Unendlichen mit dem Abschluss einer Bahn Γx, wobei x ein Punkt des hyperbolischen Raumes ist und die Definition der Limesmenge unabhängig vom gewählten Punkt x ist.
Eine Kleinsche (Fuchssche) Gruppe heißt Kleinsche (Fuchssche) Gruppe 1. Art, falls die Limesmenge ganz {\displaystyle \mathbb {P} ^{1}(\mathbb {C)} =\mathbb {C} \cup \{\infty \}} (bzw. ganz {\displaystyle \mathbb {P} ^{1}(\mathbb {R} )=\mathbb {R} \cup \{\infty \}}) ist. Andernfalls handelt es sich um eine Kleinsche (Fuchssche) Gruppe 2. Art.
Zu den Kleinschen (Fuchsschen) Gruppen 1. Art gehören insbesondere die sogenannten Gitter in {\displaystyle \mathrm {PSL} (2,\mathbb {C} )} (bzw. {\displaystyle \mathrm {PSL} (2,\mathbb {R} )}), d. h. diskrete Untergruppen Γ, für die es einen Fundamentalbereich endlichen Volumens im drei- (bzw. zwei-) dimensionalen hyperbolischen Raum gibt. (Äquivalent: für die der Quotientenraum des drei- bzw. zweidimensionalen hyperbolischen Raumes nach Γ endliches Volumen hat.)

## Transitivitätseigenschaften
Eine Möbiustransformation wird eindeutig dadurch festgelegt, dass man für drei paarweise verschiedene komplexe Zahlen (oder unendlich) drei paarweise verschiedene Werte der Funktion festlegt.
Die Gruppe der Möbiustransformationen operiert scharf dreifach transitiv auf der riemannschen Zahlenkugel.

## Geometrische Eigenschaften
Neben der Konformität der Möbiustransformationen und der Erhaltung des Doppelverhältnisses ist die
Kreisverwandtschaft eine weitere geometrische Invariante, d. h., Kreise auf der riemannschen Zahlenkugel werden
unter diesen Abbildungen auf Kreise auf der Sphäre abgebildet; im Allgemeinen jedoch nicht punktweise. Ein interessantes Entscheidungskriterium liefert ein Satz aus der Funktionentheorie: Durch drei verschiedene Punkte der Sphäre verläuft genau eine Kreislinie. Genau dann liegt ein Punkt P auf dieser speziellen Kreislinie, wenn das Doppelverhältnis der vier Punkte reellwertig ist oder den Wert unendlich annimmt. Der Punkt P ist dann und nur dann einer der drei gegebenen, wenn das Doppelverhältnis 0, 1 oder unendlich ist.

### Isometrien
Die längenerhaltenden Möbiustransformationen der komplexen Ebene werden durch die elementaren Isometrien Verschiebungen (Translationen) und Drehung gegeben, also durch {\displaystyle D_{c}} mit {\displaystyle |c|=1} und {\displaystyle V_{d}}, wobei {\displaystyle c} und {\displaystyle d} komplexe Zahlen sind.
Die Isometrien auf der riemannschen Zahlenkugel können erzeugt werden durch die π-periodische Rotation
{\displaystyle R_{\varphi }\colon z\mapsto {\frac {z\cdot \cos \varphi -\sin \varphi }{z\cdot \sin \varphi +\cos \varphi }}\quad {\text{ mit }}\quad \varphi \in [0,\pi )}
und die Drehung {\displaystyle D_{c}}, wieder mit {\displaystyle |c|=1} und {\displaystyle c} komplex.
Die Fixpunkte von {\displaystyle R} sind {\displaystyle i} und {\displaystyle -i}, d. h., {\displaystyle R} dreht die Zahlenkugel um die durch {\displaystyle i} und {\displaystyle -i} gegebene Achse.
Die Fixpunkte von {\displaystyle D} sind 0 und ∞.
Durch mehrfache Anwendung können alle Isometrien auf der Zahlenkugel erzeugt werden. Die abstandserhaltenden Rotationen um die durch 1 und −1 gegebene Achse werden zum Beispiel gegeben durch
{\displaystyle D_{i}\circ R_{\varphi }\circ D_{-i}}
Die Gruppe der Isometrien hat die Dimension 3 über dem Körper der reellen Zahlen. Dies gilt sowohl für die Isometrien der Ebene als auch für die Isometrien der riemannschen Zahlenkugel.

## Höherdimensionale Möbiustransformationen
Eine Abbildung {\displaystyle f\colon \mathbb {R} ^{n}\cup \left\{\infty \right\}\to \mathbb {R} ^{n}\cup \left\{\infty \right\}} heißt Möbiustransformation, wenn sie sich als Hintereinanderausführung einer geraden Anzahl von Spiegelungen in Hyperebenen und/oder Sphären darstellen lässt. Insbesondere sind orientierungserhaltende Ähnlichkeitsabbildungen und die stereographische Projektion Beispiele von Möbiustransformationen.
Möbiustransformationen sind konforme Abbildungen. Für {\displaystyle n>1} sind Möbiustransformationen genau diejenigen orientierungserhaltenden Abbildungen, die Hyperebenen und Sphären auf Hyperebenen und Sphären abbilden. Ähnlichkeitsabbildungen sind genau diejenigen Möbiustransformationen, die {\displaystyle \infty } auf sich abbilden.